# Wicko
Wicko (Vietzig fino al 1945) è un comune rurale polacco del distretto di Lębork, nel voivodato della Pomerania.
Ricopre una superficie di 216,08 km² e nel 2004 contava 5 462 abitanti.